# Wu Wenxiong
Wu Wenxiong (chiń. 吳文雄; ur. 11 lutego 1981 w Guigangu) – chiński sztangista.
Srebrny medalista olimpijski (2000), srebrny medalista mistrzostw Azji (2003) oraz złoty medalista igrzysk Azji Wschodniej (2001) w podnoszeniu ciężarów. Startował w wadze koguciej (do 56 kg).

## Osiągnięcia

### Letnie igrzyska olimpijskie
- Sydney 2000 –  srebrny medal (waga kogucia)

### Mistrzostwa Azji
- Qinhuangdao 2003 –  srebrny medal (waga kogucia)

### Igrzyska Azji Wschodniej
- Osaka 2001 –  złoty medal (waga kogucia)